# Radulf von Caen
Radulf von Caen (latein.: Radulfus Cadomensis, französisch: Raoul de Caen, * um 1080 in Caen; † um 1120) war ein normannischer Kleriker und Chronist.
1106 wurde er zum Priester geweiht und wurde Hofkaplan des normannischen Kreuzfahrerfürsten Bohemund von Tarent. 1107 schloss er sich dessen Heer an und nahm an dessen erfolgloser Invasion gegen das byzantinische Griechenland teil. 1108 begab er sich ins Heilige Land, wo er in Bohemunds Fürstentum Antiochia in die Dienste des Regenten Tankred trat. Nachdem Tankred Ende 1112 gestorben war, verfasste er über dessen Taten die bedeutende Chronik Gesta Tancredi In Expeditione Hierosolymitana.

## Werk
- Gesta Tancredi in Expeditione Hierosolymitana (Digitalisierung: thelatinlibrary.com Die benutzte Vorlage lässt sich unter den Credits nicht ermitteln.)
- Edoardo D’Angelo (Hrsg.): Radvlphi Cadomensis Tancredvs (= Corpus Christianorum. Continuatio mediaevalis, Band 231), Turnhout 2011.